# 原秀治
原 秀治（はら ひではる、1965年3月22日 - ）は、日本の元男子バレーボール選手、バレーボール指導者。1988年ソウルオリンピックバレーボール全日本男子代表。

## 来歴
鹿児島県国分市（現霧島市）出身。鹿児島商業高校卒業。
1983年に猫田勝敏にスカウトされ、専売広島バレー部（現広島サンダーズ）に入部。ちなみに猫田が最後にスカウトした選手である。1994年から始まったVリーグにもJTサンダーズ（当時）の一員として引き続き参加、エースとして活躍した。
全日本では1986年世界選手権に出場。1987年アジア選手権優勝。1988年ソウルオリンピック代表。翌1989年ワールドカップ出場、同年のアジア選手権準優勝に貢献した。
1998年、現役引退。日本リーグ（第16回-第27回）およびVリーグ（第1回-第4回）通算で、スパイク11,208打数1,452得点、スパイク決定本数5,346本をあげた。
現役引退後、ゲンナジー・パルシンの下、JTでヘッドコーチを務め、2006年にコーチを勇退した。その後は日本たばこ産業での社業をしながら、トップス広島バレーボール学校や地元霧島市でバレーボール教室を開くなど、指導者として活動していた。50歳を機に日本たばこ産業を早期退職。
2017年6月、V・チャレンジリーグI女子（当時のVリーグ2部）の大野石油広島オイラーズ監督に就任した。同チームの監督を2シーズン務めて退任。
2019年6月、14シーズンぶりにJTサンダーズ広島のコーチに復帰した。翌年の2020年、監督に昇格した。
2021-22シーズンをもって、2シーズン務めたJT広島の監督を退任し、2022-23シーズンよりV2女子のルートインホテルズ Brilliant Aries（現・信州ブリリアントアリーズ）の監督に就任した。長年広島を拠点として活動してきたが、一転、長野県を拠点とするチームで監督を務めることとなった。
2024-25シーズンはレギュラーシーズン3位でプレーオフに進出。ファイナルでブレス浜松に勝利し、新Vリーグ初代女王に導いた。シーズン終了後、監督を退任。

## 球歴
- オリンピック - 1988年
- 世界選手権 - 1986年
- ワールドカップ - 1989年
- アジア選手権 - 1987年、1989年

## 受賞歴
- 1988年 - 第21回日本リーグ 猛打賞
- 1989年 - 第22回日本リーグ 猛打賞
- 1990年 - 黒鷲旗第39回全日本選手権 敢闘賞・ベスト6
- 2025年 - 2024-25 V.LEAGUE WOMEN シーズン優勝ヘッドコーチ賞

## 所属チーム

### 選手
- 鹿児島市立鹿児島商業高等学校
- 専売広島/JTサンダーズ（1983-1998年）

### 指導者
- JTサンダーズ コーチ（1998-2006年）
- 大野石油広島オイラーズ 監督（2017-2019年）
- JTサンダーズ広島
  - コーチ（2019-2020年）
  - 監督（2020-2022年）
- ルートインホテルズ Brilliant Aries/信州ブリリアントアリーズ 監督（2022-2025年）